# 根本説一切有部
根本説一切有部（こんぽんせついっさいうぶ、梵: Mūlasarvāstivāda, ムーラサルヴァースティヴァーダ）は、仏教における部派の1つ。チベット仏教や高野山に伝わる律である『根本説一切有部律』を有していた部派として知られる。
その詳細、説一切有部との関係はよく分かっていない。説一切有部からはいくつもの分派が生じたが、その内の有力な一分派であったとする見方もある。